# 岐岭镇 (龙岩市)
岐岭乡，是中华人民共和国福建省龙岩市永定区下辖的一个乡镇级行政单位。

## 行政区划
岐岭乡下辖以下地区：
湖河村、下山村、井下村、蒲山村、龙湖村、丰村、八联村、石培村、培上村、中社村、外坑村、新村、内坑村和竹联村。